# 10596 Stevensimpson
10596 Stevensimpson (1996 TS) là một tiểu hành tinh vành đai chính được phát hiện ngày 4 tháng 10 năm 1996 bởi D. di Cicco ở Sudbury, Massachusetts.